# Сілін Радомир Іванович
Радомир Іванович Сілін (*27 вересня 1931 року, м. Курськ, СРСР — 20 жовтня 2018 року, м. Хмельницький) — український вчений-технолог, академік Хмельницького Національного університету; Заслужений працівник освіти України, доктор технічних наук (1973), академік Академії інженерних наук України, академік Української технологічної Академії, академік Міжнародної Академії інформатології, Президент Національного комітету України з питань машинознавства; автор та співавтор понад 220 наукових праць.

## Біографія
Радомир Іванович Сілін народився 27 вересня 1931 року у російському місті Курську.
У 1943—45 роках у віці 12-14 років воював на фронтах німецько-радянської війни.
Починаючи від 1956 року після закінчення Львівського політехнічного інституту Сілін займається науковою та викладацькою роботою. У 1965—1966 роках був на науковому стажуванні у США. До 1974 року викладав на механіко-технологічному факультеті цього ж інституту.
У 1974–2001 роки Радомир Сілін — ректор Хмельницького інституту побутового обслуговування, Технологічного університету Поділля (Хмельницький Національний Університет), значною мірою прислужившись до становлення й зміцнення авторитету цих хмельницьких вишів.
Звання «Почесного громадянина міста Хмельницького» Сіліну Радомиру Івановичу присвоєно рішенням 12-ї сесії Хмельницької міської ради № 9 від 28 грудня 1999 року.

## посилання, статті
- Почесні громадяни міста (Хмельницького) на Офіційний сайт Хмельницької міської ради
- Радомир Сілін на Вебсторінка Хмельницького національного університету
- Сілін Радомир Іванович у «Покажчики, створені за період 2001—2009 рр.» на Наукова бібліотека Хмельницького національного університету
- Войнаренко М., Григоренко О. Про колегу. Доброго ранку, професоре! // «Подільські вісті». — 1996. — 26 вересня. — С. 3
- Глінська М. Визнали у світі // «Подільські вісті». — 2000. — 27 жовтня. — С. 1. Проректора ТУП. Р. І. Сіліна визнано Людиною року-2000, Людиною тисячоліття.
- Григоренко О. ХТІПО — ХТІ — ТУП: їм усім — 30 літ // «Подільські вісті» — 1997. — 30 вересня. — С. 3
- К 65-летию Р. И. Силина // Вибрации в технике и технологиях. — 1997. — № 1 . — С. 89.
- Кабачинська С. 20 літ з погляду вічності і одного життя // «Проскурів» — 1994. — 30 листопада. — С. 2.
- Красовська О. Нова мантія нестарого вузу // «Проскурів» — 1994. — 5 жовтня. — С. 1.
- Маринич Н. Бути першим — не просто // «Освіта» — 2000. — № 13-14. — С. 14; «Проскурів» — 2000. — 16 лютого. — С. 4. Ректор ТУП Р. І. Сілін — почесний громадянин міста.
- Маринич Н. Ректор під номером першим // «Майбуття» — 2000. — № 5. — С. 1-2
- Перший почесний громадянин Хмельницького // «Хмельниччина» — 2000. — 7 січня. — С. 1
- Сілін Радомир Іванович // Хто є хто в Україні. — К.: К. І. С., 1997. — С. 471
- Ткач В. Уміти повноцінно жити й завжди залишатись людиною. Ректор Технологічного університету Поділля — Людина року // «Освіта України». — 2001. — 22 лютого. — С. 11